# Цибуля афлатунська
Цибуля афлатунська (Allium aflatunense) — багаторічна декоративна рослина підродини цибулевих, описана біологом Б. О. Федченком у 1904 році.

## Етимологія

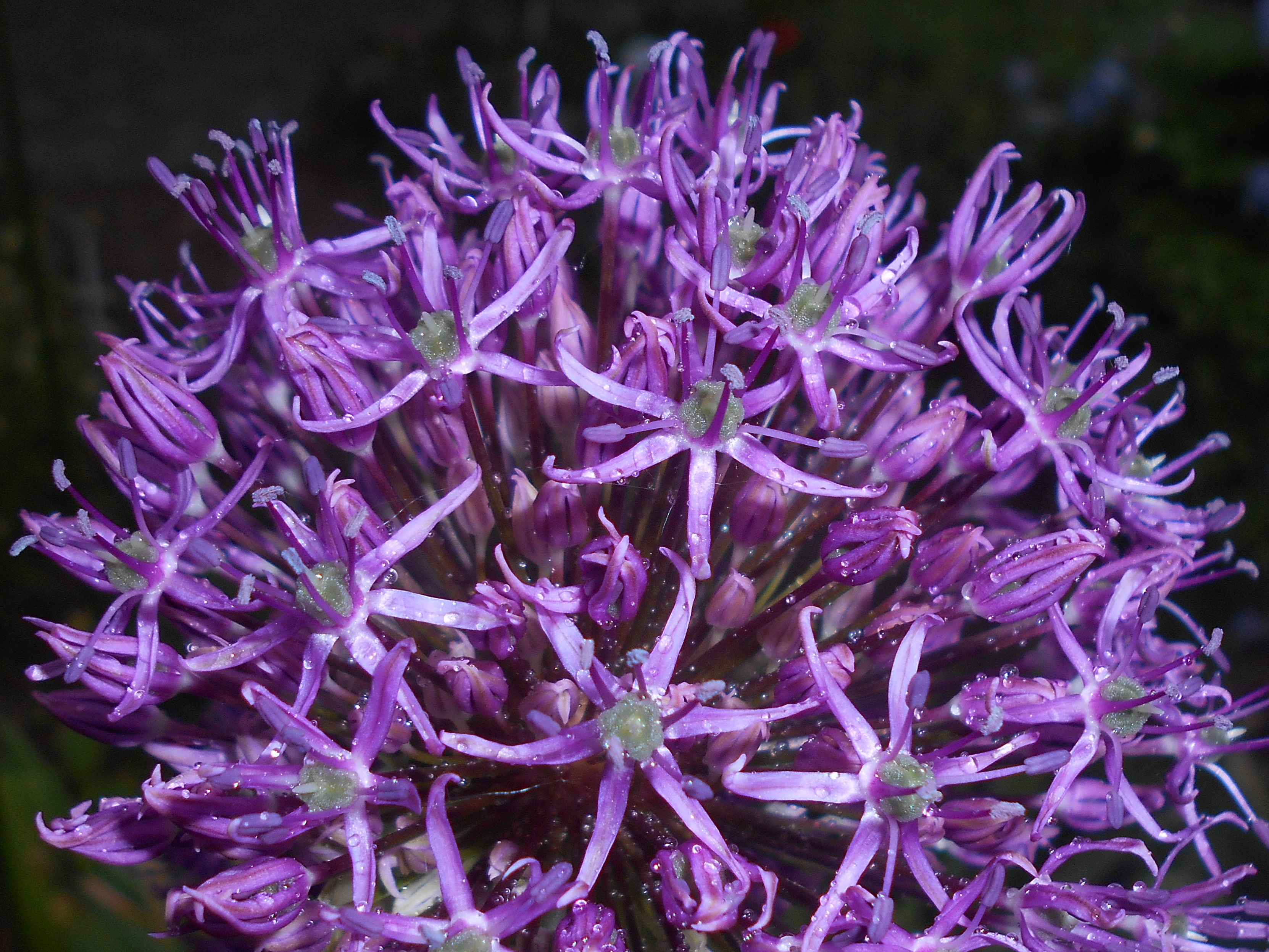
Квітки

Видову назву отримав від Афлатунського перевалу Чаткальського хребта в Киргизстані.

## Опис
Цибулина яйцеподібна, потужна, 2 — 6 см завширшки, з червонувато-сірими, щільними, папероподібними оболонками. Стебло потужне, 80-150 см заввишки, зі слабо випуклими жилками, при основі в землі і над нею одягнене піхвами листя. Листків — 6-8, ременеподібні, плоскі, зовнішні 2 — 10 см завширшки, сизі, по краях гладкі, значно коротші за стебло. Чохол коротко загострений, трохи коротше зонтика. Зонтик майже кулястий, багатоквітковий, густий, з майже рівними квітконіжками, які в 2-4 рази довше зірчастої оцвітини, при основі без приквіток. Частки оцвітини блідо-фіолетові, з більш темною жилкою, 7 — 8 мм завдовжки, лінійно-ланцетні, гострі, пізніше відігнуті донизу і скручені. Тичинкові нитки трохи довше оцвітини, при основі з нею зрощені, вище окремі одна від одної, зовнішні шилоподібні, внутрішні виходять з майже квадратної в 1,5 або 2 рази більшої широкої основи також шилоподібні. Пиляки фіолетові. Зав'язь шорстка, на ніжці. Квітконос 80-150 см заввишки. Коробочка майже куляста, близько 5 мм завдовжки.

## Екологія
У природі зростає на луках, в горіхових лісах і арчевому рідколіссі, на трав'янистих схилах в середньому і верхньому поясі гір від лісового до альпійського поясу. Цвіте в травні — червні.

## Поширення
Ареал розташований в Середній Азії (Центральний і Західний Тянь-Шань). Країни поширення: Казахстан, Киргизстан, Узбекистан. Цибулю афлатунську відносять до цибуль анзурів, що зростають в гірських районах Середньої Азії і які є подібними за деякими біологічними і морфологічними ознаками. Цибуля афлатунська, як і всі анзури, належать до ефемероїдів — відростає рано навесні, швидко утворює цибулини, цвіте, формує насіння і потім йде у стан глибокою спокою.

## Охоронні заходи
Занесений до червоних книг Казахстану та Узбекистану.

## Застосування

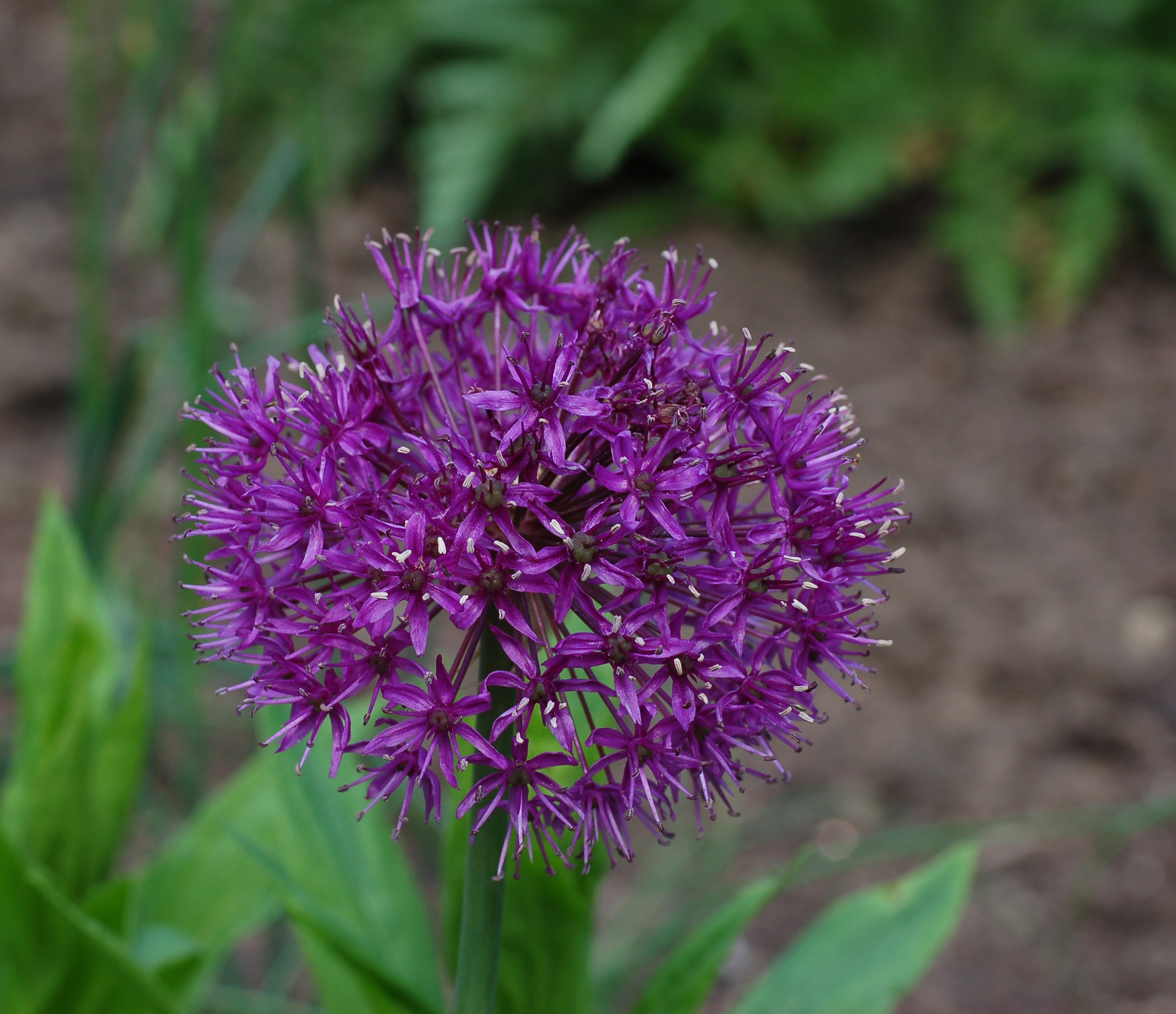
Сорт 'Purple Sensation'

Цибулини афлатунської цибулі їстівні. Харчова цінність листя і цибулин показує, що в них досить багато сухої речовини — до 27 мг%, загального цукру — 20 %, вітаміну С близько 40 мг/100 г сирої речовини, також є каротиноїди, вітаміни D і Е, деякі біологічно активні речовини, ефірні олії. За смаком цибуля афлатунська, як і всі анзури, нагадують більше редис, ніж цибулю. З неї також отримують клей.
Використовується як декоративна рослина. Розмноження вегетативне і насіннєве. На удобрених вапнованих ґрунтах досягає 1,4 м висоти. Цвіте ефектними фіолетовими кулястими суцвіттями. Як і всі анзури має високу зимостійкість.
У країнах Західної Європи великою популярністю користуються його сорти:
- 'Mother of Pearl' — сорт з великими квітками блідо-фіолетового забарвлення;
- 'Purple Sensation' — сорт, що відрізняється яскравою фіолетовим забарвленням квіток.